# Кладница (гъба)
 Тази статия е за гъбата.  За селото вижте Кладница.  
Кладницата (Pleurotus ostreatus) е вид базидиева гъба от род Кладница. Тази гъба разгражда скоро-умъртвена дървесина и плододава едри, езиковидни тела. Плодните тела са ядливи и популярни в кулинарията поради факта, че гъбата се отглежда и култивира изключително лесно и интензивно. Гъбата е широко разпространена както в България така и по света. Среща се предимно в широколистни гори, от късна есен до падане на сняг, понякога и през ранна пролет.

## Характерни белези
- Гугла:

Отначало тънка и езиковидна, по-късно плоска и кръгла като чиния. В средата е леко вдлъбната а краищата ѝ са понякога леко вълновидни. Цветът ѝ варира между сребрист, сив, кафеникав и други подобни шарки, като застаряващите екземпляри избледняват. Кожицата е гладка и лъскава. На широчина достига 15 см.
- Месо:

Бяло, плътно и леко жилаво. Без особен вкус и мирис.
- Пластинки:

Бели, но по късно леко пожълтяват. Добре сраснали с пънчето, и тънки.
- Споров прашец:

Цветът е блед до бял.
- Пънче:

Израстващо от дърво и съответно твърдо в основата. Слабо окосмено само в основата и без пръстенче. Оцветено е бяло. Свързва се с гуглата ексцентично или встрани и почти винаги е изкривено. Месото е бяло, плътно и жилаво

## Събиране
Най-често се среща в нови сечища на широколистни дървета, в дъждовно време преди първите снегове. Много рядко се среща в иглолистни гори. Добра ядлива гъба, въпреки липсата на вкус. Младите гугли са за предпочитане когато се събира за трапезата. Готви се като други гъби; цяла или нарязана на големи парчета. Предимството ѝ е в това, че не променя цвета на сготвената храна както печурките. Може и да се пече на скара. Съхранява се маринована и не се суши. В различни части на света тази гъба се използва за пречистване на водата от нефтени отпадъци- при отглеждането ѝ мицелът образува килимче и то се поставя върху замърсения участък, абсорбирайки всичкия нефт.
Лесно се разпознава от други дървесни горски гъби. Светложълтата кладница (P. cornucopioides) и ветрогоновата гъба (P. eryngii) наподобяват кладницата но се различават по сезон и месторастене. Светложълтата кладница плододава през лятото и ранната есен докато ветрогоновата гъба се среща около корените на полски ветрогон.

## Отглеждане
Гъбата се отглежда интензивно в голяма част от Европа. Тази кладница заедно с други ядливи видове от този род съставят около 25% от световния добив на култивирани гъби. Кладницата се отглежда сравнително лесно върху подходящ субсрат и наличие на благоприятни атмосферни усоловия. Плододава обилно, а развитите плодни тела са едри и месести.
Съществуват няколко сорта за отглеждане, наричани щамове, всеки от които има специални качества свързани с отглеждането с цел бизнес. Сред тях са:
- Лес – 1
- ИНРА 3001
- Сомицел 3001, 3004, 3025, 3200, 3210
- НК 35

Всеки щам определя кога през годината ще има плододаване; има летни и зимни. Мицел на всеки щам се купува от специализирани лаборатории.
Избора на субстрат има ефект на плододаването. Докато размера на трупчета отговаря за колко сезона наред ще има разграждане и съответно плододаване, вида на дървесината отговаря за периода на чакане между засяване и плододаване. Трупчета от дървета с твърда, компактна дървесина като дъб се разграждат по-бавно което означава повече чакане но по-дълъг живот. Други методи използват слама, какалашки и други отпадъци с растителна основа като субстрати. Често с тях се пълнят надупчени торби.
Въпреки това, че се отглежда лесно, мицела на гъбата изисква висока влажност и темпаратура не по-малка от нула. Дървесината трябва да е чиста, без болести и паразити. Не бива да се използва дървесина по-стара от няколко месеца.
Тъй като температурата и влагата трябва да се контролират и регулират, гъбопроизводителите използват мазета, покрити ями, и гъбарници в неблагоприятно време или до пълното развитие на гъбите.